# Mobis
Mobis is een Nederlandse branchevereniging van ondernemingen in het collectief personenvervoer.  Mobis maakt deel uit van Koninklijk Nederlands Vervoer, de werkgeversorganisatie in het collectief personenvervoer (openbaar vervoer, taxi- en touringcarvervoer) en het beroepsgoederenvervoer.Voorzitter van de vereniging is sinds 1 maart 2007 de heer M.M.D. (Maarten) van Eeghen.